# Portland Castle

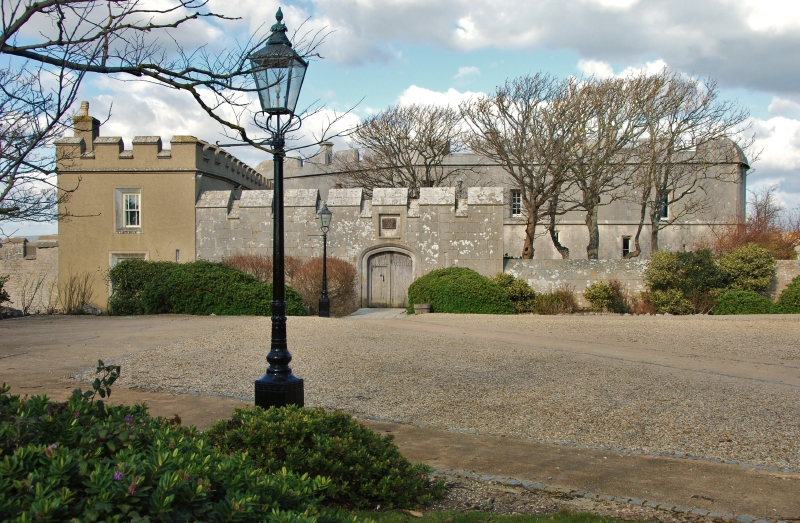
Portland Castle Landseite

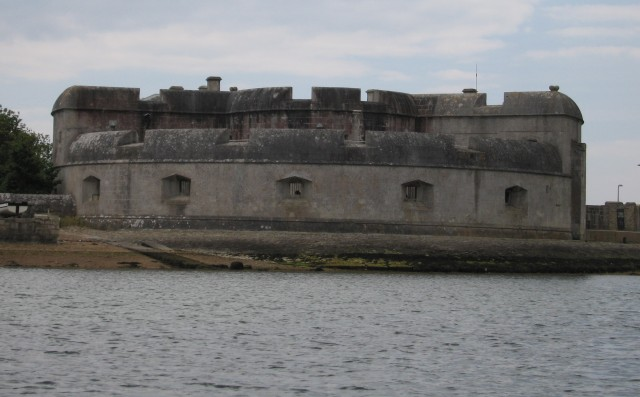
Portland Castle Seeseite

Portland Castle ist eine Festung, die Heinrich VIII. 1539 auf der Isle of Portland erbauen ließ.  Nach der englischen Reformation sah sich Heinrich VIII. vom katholischen Teil Europas bedroht und baute eine Reihe von Festungen zum Schutz des Landes. Portland Castle und die ihm gegenüberliegende Festung Sandsfoot Castle sicherten den Hafen von Portland. Portland Castle liegt in der Gemeinde Castletown, in der sich auch die Weymouth and Portland National Sailing Academy befindet.
Portland Castle ist niedrig gebaut, um wenig Angriffsfläche zu bieten. Die Festung besitzt abgerundete Mauern auf der Seeseite, die Geschosse gut abfangen können. Auf der Landseite ist die Anlage durch einen Graben gesichert.
Obwohl das Fort noch verstärkt wurde, um einen Angriff der Spanischen Armada abwehren zu können, spielte es bei der für die Engländer siegreichen Seeschlacht bei Portland am 23. Juli 1588 keine Rolle.
Portland Castle war aber im Englischen Bürgerkrieg umkämpft. Als traditioneller Besitz der Krone unterstützte Portland König Charles I. und war eine royalistische Hochburg. Das benachbarte Weymouth hingegen war eine Hochburg Cromwells. Es wurden eine ganze Reihe von Schlachten um die Festung geführt, und sie wechselte mehrfach den Besitzer, aber dennoch blieb die Isle of Portland den größten Teil des Krieges in der Hand der Royalisten. Sie fiel erst 1646.
Die Seeschlacht bei Portland im Ersten Englisch-Niederländischen Krieg fand östlich der Insel erneut außerhalb der Reichweite des Forts statt.
Bei der Wiederherstellung der Monarchie 1660 belohnte Charles II. die Unterstützung der Krone im Bürgerkrieg mit einer bis heute bestehenden regelmäßigen Zahlung für den Stein, der in den königlichen Steinbrüchen gewonnen wird.
Portland Castle war während der Napoleonischen Kriege das letzte Mal in Verteidigungsbereitschaft.
Heute ist es ein Museum, das von English Heritage verwaltet wird und ist der Öffentlichkeit zugänglich.